# 盧國沾
盧國沾（英語：Jimmy Lo Kwok-tsim，1949年5月2日—2025年3月19日），香港填詞人，活躍於1970年代中期至1980年代末，1990年代初因意外傷殘而淡出詞壇。他曾為逾三千首香港粵語流行曲填詞，有「詞壇聖手」:238、「詞聖」稱號，與黃霑、鄭國江並列為香港粵語流行樂壇早期的三大填詞人。

## 生平履歷

### 早年生活
盧國沾在1949年5月2日出生於廣東省新會縣潮連（今江門市蓬江區）。六歲時由祖母帶到香港，在旺角伯父家中居住。小時候在香港已跟隨盧湘父老師學習《三字經》、《千字文》等傳統啟蒙經典。他自小就喜歡文學，十三歲起以筆名「沾夢」投稿香港的報刊。畢業於東華三院九龍第一小學（1962年小六上午校，現為東華三院姚達之紀念小學（元朗））及培新英文書院後，他考上香港中文大學聯合書院新聞系。

### 加入電視界
1968年初，盧國沾就讀香港中文大學期間，加入無綫電視，為其官方刊物《香港電視》訪問電視台幕前幕後人員及撰寫電影介紹。期間亦曾為無綫電視古裝連續劇《民間傳奇》部分單元故事擔任編劇和為電視台營業宣傳部策劃廣告宣傳稿（例如：「睇奧運，睇無綫」宣傳口號）。1975年他準備轉職往廣告公司時，正值無綫的節目推廣部出現人事真空，他於是獲梁淑怡挽留，並調任該部門的創作主任；1978年連同梁淑怡、劉天賜和林旭華等人跳槽至佳藝電視，出任推廣總監，位列傳媒所稱的佳視六君子；佳視倒閉後加入李奧貝納廣告公司。一年後，獲麗的電視代表、莫文蔚母親莫何敏儀邀請，任職宣傳總監，首項任務就是為電視劇《天蠶變》宣傳和填寫主題曲，他說歌詞反映了麗的全員向勁敵無綫電視挑戰的雄心，是首戰歌，也因擅寫武俠劇主題曲而曾獲得「盧大俠」的稱號:164。1983年初，盧國沾因不滿新管理層的作風而辭職，結束十五年電視生涯。1983年無綫電視劇《鬼咁夠運》裡的插曲《不捨也為愛》，歌詞中寫的既是劇中葉德嫻所飾的歌手，走紅多年後意欲淡出樂壇，流露出不捨之情，也是盧國沾寄寓自己告別電視圈的情懷。

### 填詞生涯

#### 1970年代中至1980年代初：全盛時期
盧國沾與歌詞的淵源始於小時，其姊喜歡看電影，時常會從電影院帶回來刊載有電影簡介和歌詞簡譜的「本事」。1975年，獲導演林德祿邀請為無綫電視劇《巫山盟》的同名主題曲作詞，開展填詞人生涯，出道初期仍是《香港電視》記者。歌曲屬先詞後曲，先由盧作詞，其後顧嘉煇據詞譜曲。1975年至1977年是其「無綫時期」，初期他出產了不少筆法幼嫩（如電視《猛龍特警隊》和動畫《鐵金剛》的主題曲）和尚未展現個人風格（如沿習雕紅刻翠傳統詞風的無綫電視劇集《民間傳奇》系列歌曲）的練習作。到了後期，已初見投注個人情感、技巧漸次成熟之作，如《逼上梁山》、劇集《陸小鳳》同名主題曲及插曲《鮮花滿月樓》、劇集《陸小鳳之決戰前後》插曲《決戰前夕》及《願君心記取》等等，告別作是令其「一鳴驚人」的《小李飛刀》。:35-41
1978年首8個月則為其「佳視時期」，較為人所知的「劇集詞作」有《流星·蝴蝶·劍》和《金刀情俠》，「也可相信他已經可以不時自行決定（影視以外的）歌詞題材......如女兒出生時寫的《一生兒女債》」。1979年，盧國沾加入麗的電視，此後數年間，與作曲家黎小田及編曲家奧金寶合作無間，奠定詞壇地位的代表作多誕生於此時，包括獲得十大中文金曲頒獎音樂會「最佳中文(流行)歌詞獎」的《找不著藉口》，該曲以獨白式表達二人感情拉扯的新穎手法獲詞評人稱賞，以及被視為其哲理詞巔峰的電視劇《浮生六劫》的插曲《戲劇人生》。1979至80年間，盧國沾曾在月刊《歌星與歌》，大談填詞之道，後來又出版了《話說填詞》一書。

#### 1983年：「非情歌運動」
1983年，盧國沾有感樂壇情歌犯濫，發起「非情歌運動」，擴闊歌詞題材：一邊在報紙專欄宣傳，一邊游說唱片公司發行自己填詞的非情歌，如勵志的《唐吉訶德》、反戰的《螳螂與我》和《小鎮》、懷古的《龍壁懷古》；然而運動成效不彰，坊間和業界反響不大，很快便無疾而終:7。
雖然如此，但盧國沾仍在此1983年順勢舉辦過一次「非情歌運動填詞比賽」，冠軍得主正是日後的填詞人林夕（參賽時使用本名梁偉文），其得獎歌曲《曾經》由蔡國權作曲，後交由鍾鎮濤主唱，1985年首次收錄於寶麗金發行的《青春節奏》雜錦大碟中。

#### 1980年代中期以後
據統計，盧氏詞作自1985年起逐年減少，由1985年的40首、1986年的29首，漸漸減至1989年的3首。:82-831990年一個夜晚，工作過勞的他突然在浴室過勞昏倒，撞倒眉角大量失血，被妻子緊急送往基督教聯合醫院四日後甦醒，有宿疾的十二指腸也切除了，從此左手殘廢且行動不便。據盧妻憶述，盧氏昏迷四日後是因為聽到電視機正播放著由其填詞、由王傑主唱的1991年無綫電視劇集《今生無悔》的同名主題曲《今生無悔》而甦醒。此後，盧國沾淡出詞壇。他淡出詞壇後的詞作包括1991年徐小鳳主唱的《現在還算好？》、同年羅嘉良主唱、無綫電視劇集《皇家鐵馬》主題曲《原諒我》及插曲《說不應該也該了》。而2004年由王喜主唱、無綫電視劇集《水滸無間道》主題曲《沒有半分空間》則為盧氏最後一首詞作。:89-90
2001年，盧氏獲香港作曲家及作詞家協會頒發「CASH金帆音樂獎CASH音樂成就大獎」，由時任民政事務局局長林煥光頒獎。
2008年，香港各大唱片公司為盧國沾聯手推出《沾沾字喜：盧國沾作品集》雜錦音樂專輯，結集了由盧國沾填詞的50首歌曲，並由香港環球唱片發行。
2015年，在香港電台第三十七屆十大中文金曲頒獎典禮，他再獲頒香港樂壇最高榮譽獎項「金針獎」，一眾曾演唱其詞作的歌手在頒獎典禮上獻唱，包括薰妮《每當變幻時》、葉振棠《戲劇人生》、張德蘭《相識也是緣份》以及羅嘉良《秦始皇》。其中昔日徒弟羅嘉良更是專程從北京回港獻唱。
2016年6月4日，無綫電視播放致敬特輯《樂壇詞聖盧國沾》，由汪明荃和林曉峰主持；嘉賓有柳影虹、薰妮、麥潔文、胡琳、胡鴻鈞、葉振棠、張德蘭、區瑞強、C AllStar、吳若希等等。同年7月22及23日，盧國沾於紅磡體育館舉行兩場《歌詞大師盧國沾作品演唱會》，艺人有薰妮、柳影虹、羅嘉良、曾路得、區瑞強、陳秀雯、李龍基、雷安娜、麥潔文、葉振棠、張德蘭、鄭俊弘、許廷鏗、胡鴻鈞、C AllStar與胡琳。

#### 歌詞題材
隨著當時香港的武俠片熱潮，他在1970年代末至80年代初填過不少經典的武俠詞，如《陸小鳳》、《小李飛刀》、《天蠶變》等，故有「盧大俠」之稱。除此之外，無論影視還是非影視作，他亦嘗試過不同的題材，例如描述家國情懷的《大侠霍元甲》和《長城謠》、抒發鄉愁的《大地恩情》、描寫人生無常的《明日話今天》、《變色龍》和《每當變幻時》、「某某結婚了，新娘不是我」的《陪你一起不是我》、異地戀的《雪中情》、舐犢之情的《漁火閃閃》、故舊之情的《相對無言》、勵志的《乘风破浪》及《傲骨》、羈旅別離的《人在旅途灑淚時》、情欲詞《又見天藍》和《最熱那陣》、描繪歷史人物的藝術形象和心理的《秦始皇》和《武則天》、講述太極哲理的《太極張三豐》、反戰的《螳螂與我》、懷古的《滿清十三皇朝之血染紫禁城》和《龍壁懷古》等。

#### 評價
詞評人黃志華：

「盧國沾的哲理歌詞，傾向於不假雕琢，讓感情噴薄而出；但對勵志詞則較多用比喻或較曲折的手法來寫，避免直接呼口號，著名的如《夢想號黃包車》、《唐吉訶德》，冷門的有表面是情歌卻也可解作勵志歌且語調沉鬱的《夕陽之戀》和借景抒發樂觀情懷的《沙漠之旅》」（大意）:66-72
盧國沾「擅於以戲劇性獨白的方式挖掘詞中主角內心深處大我小我之間的種種角力」、「擅用賦情筆法（以賦，即鋪敘手法）來曲折、層次豐富、動宕開合地寫出情感流程）……一方面在粵語流行歌詞發展歷程之中，是比較新穎且深刻的，另一方面實在也是古典詞曲（如柳永《鳳棲梧》和周邦彥《歸去難．期約》下闋）創作手法的繼承與發揚」

林夕（1985年於香港業餘填詞人協會會刊《詞匯》）：

「盧國沾寫情歌較少鋪排景物，較少當然不是沒有，《殘夢》、《雪中情》便是。但著力的地方，也是精華部分，卻在於心理狀況的描寫，有時且以直接直率的日常口頭語道來…」

「《大地恩情》在時空交替上的靈活，正顯示出盧國沾大部分作品的跳躍性，不囿於表面的結構規律。另一種跳躍是語氣上的折斷，例如《戲劇人生》『盡力，毋問收獲』，接著一句『誰人能做到甘於淡泊』卻由表面的達觀崩潰成掙扎不遂的失望……也更接近人生真實的一面。」
「盧國沾往往不甘讓詞意平順發展，要在結句另創奇局……如《回來問你》、《空谷足音》、《找不著藉口》……」

「日本歌詞最重生活細緻的描寫，吸一根煙的過程、姿勢、眼神都可能很傳真……盧國沾早期的作品如《怎麼意思》：『一朝跌倒，身邊的你循例盡人事，自己枉有真義，你皺着眼眉說我未可救治』 、《情若無花不結果》：『但我終於低頭背過面，又再潑熄心火』 也有強烈的動作感、意度的意象……重心在於主題、動作和語言都是表現主題的手段，關係較緊。」

「盧國沾詞警句特多……一是在鍊字方面苦幹，例如『向晚景色碎』……二是在設想方面制奇，例如『我心中乾結如枯葉，卻恨它不能踏碎』」:185-193:130-134

#### 影響
他不少歌詞成為了香港人的日常用語，例如：《小李飛刀》中的「難得一身好本領，情關始終闖不過」、「人生幾許失意，何必偏偏選中我」、《陸小鳳》中的「情與義，值千金」、《秦始皇》中的「大地在我腳下」（米雪的說法）、《天蠶變》中的「再與天比高」。
多位後輩詞人均表示過受盧氏影響甚深，如林夕、向雪懷、黃偉文等，當中林夕曾寫下多篇文章探討盧詞。亦有論者認為向雪懷的《一生不可自決》、潘源良的《婚紗背後》、林夕的《暗湧》等傳承了其賦情筆法。:197-206

### 其他事業
1980年代中期，他離開香港電視圈後開設了「泰極」、「盧沾」等公司，涉獵出口貿易、廣告、印刷包裝、娛樂經理（簽約歌手有羅嘉良、郭晉安、鄧麗盈等）等範疇:6。1992年，郭晉安及羅嘉良因經理人合約問題，興起訴訟，與盧國沾對簿公堂。案件完結後羅嘉良和盧國沾近廿年都不相往來，直到2010年代才和好。其中羅嘉良於2015年曾專程從北京回港，出席香港電台第三十七屆十大中文金曲頒獎典禮，為盧國沾獲頒金針獎而獻唱由盧國沾填詞的首本名曲《秦始皇》。
在1990年代末至2000年代，他與作家容若主持過香港電台第五台的歷史節目《煮酒論英雄》。

### 逝世
2025年3月19日早上，盧國沾於睡夢中逝世，享年75歲，其死訊由其女兒盧葦蓁（Thalea Lo）在社交媒體證實。
歌手李龍基、區瑞強、曾路得、麥潔文、羅嘉良、林志美、黃耀明；作曲及編曲家周啟生、金培達；填詞人向雪懷、小美、周耀輝、梁栢堅；詞評人黃志華、朱耀偉；導演李力持；作家喬靖夫、李默；前香港電台主持人夏妙然、周國豐；演員潘志文、溫兆倫、羅鈞滿、張滿源、郭晉安等先後在各社交媒體貼文或接受訪問表示悼念。3月20日，文化體育及旅遊局局長羅淑佩、香港作曲家及作詞家協會，以及時任體育、演藝、文化及出版界立法會議員霍啟剛亦有發文悼念。
為表悼念，無綫電視翡翠台以「夢如人生，經典永記取」的名義（改編自盧國沾填詞、薰妮主唱的名曲《每當變幻時》中的兩句歌詞「夢如人生，快樂永記取」），於2025年3月22日晚上8時至9時50分重播於2016年假香港體育館舉辦的《歌詞大師盧國沾作品演唱會》。
2025年4月20日，盧國沾家屬於紅磡世界殯儀舘地下景行堂為其設靈，喪禮採用佛教儀式，並於4月21日早上出殯，靈柩奉移粉嶺和合石火葬場火化。盧國沾一眾圈中好友及後輩致送花牌悼念，包括填詞人鄭國江、向雪懷（及其妻子）、潘源良、小克、陳詠謙、林寶、梁栢堅；音樂人陳友、周啟生、徐日勤、陳心遙；歌手葉振棠、張德蘭、柳影虹、張學友、羅嘉良（及其妻子蘇岩）、雷安娜、麥潔文（及其丈夫江華）、林姍姍、梁釗峰；演員陳錦鴻（及其妻子杜雯惠）；導演陳詠燊；以及丘亞葵、林貝聿嘉、劉鑾雄（及其妻子陳凱韻）、陳淑芬等。其中陳友、張德蘭、雷安娜、丘亞葵等並有到場致祭。另外，郭晉安則託人私下向盧國沾女兒盧葦蓁致以慰問。詞評人黃志華，以及好友鄭國江及源永文為盧國沾撰寫輓聯，分別懸掛於靈堂左右側：
|                    | 盧前輩千古： 橫溢才華，敬大俠雄詞絕世 難忘恩義，得貴言歌史成書 |
| ——晚生 黃志華 敬輓 |                                                                |

|                         | 盧國沾先生千古： 盧沾佳作，獨步詞壇 傲骨平生，冠絕人寰 |
| ——弟 鄭國江 源永文 敬輓 |                                                        |

2025年6月7日，資深演唱會製作人丘亞葵於紅磡香港體育館舉辦一場《致敬詞聖盧國沾作品演唱會》，以向盧國沾及其詞作致敬。參與演出的歌手包括：徐小明、葉振棠、李龍基、溫兆倫、羅嘉良、蔣志光、張德蘭、呂珊、米雪、雷安娜、羅敏莊、黃寶欣、麥潔文、張與辰及劉洋。其中部分門票收益扣除成本後，將撥捐基督教靈實協會並用於非政府支助服務。

## 家庭
盧國沾妻子為廖劍蘭，二人於香港中文大學就讀時相識，其中盧國沾為廖劍蘭師兄。二人後育有一女盧葦蓁（Thalea Lo）。

## 代表填詞作品
| 演唱者                         | 歌名             |
| ------------------------------ | ---------------- |
| 伍衛國、關菊英                 | 田園春夢         |
| 石修                           | 猛龍特警隊       |
| 石修、張德蘭                   | 彩虹化身俠       |
| 群星                           | 無綫進行曲       |
| 楊詩蒂                         | 乘風破浪         |
| 春天合唱團                     | 逼上梁山         |
| 石修、鍾玲玲                   | 心有千千結       |
| 森森、斑斑／徐小鳳             | 神鳳             |
| 鄭少秋                         | 女校男生         |
| 張德蘭                         | Q太郎            |
| 鄭少秋                         | 陸小鳳           |
| 張德蘭                         | 鮮花滿月樓       |
| 鄭少秋                         | 決戰前夕         |
| 張德蘭                         | 願君心記取       |
| 鄭少秋                         | 狐蝠             |
| 鄭少秋                         | 大報復           |
| 張德蘭                         | 茫茫路           |
| 羅文                           | 前程錦繡         |
| 薰妮                           | 每当变幻时       |
| 薰妮                           | 夢／當年十四歲   |
| 羅文、汪明荃                   | 並蒂花           |
| 羅文、關菊英                   | 十八相送         |
| 羅文、關菊英                   | 樓台會           |
| 蔡麗貞                         | 飄零燕           |
| 曾慶瑜／甄妮                   | 明日話今天       |
| 羅文                           | 小李飛刀         |
| 鄭寶雯                         | 流星·蝴蝶·劍     |
| 黃韻詩                         | 金刀情俠         |
| 黃愷欣                         | 青春女探         |
| 張德蘭                         | 相識也是緣份     |
| 張德蘭                         | 人生於世         |
| 汪明荃                         | 像白雲像清風     |
| 關正傑                         | 相對無言         |
| 關正傑                         | 變色龍           |
| 關正傑                         | 新變色龍         |
| 關正傑                         | 天蠶變           |
| 柳影虹                         | 換到千般恨       |
| 關正傑                         | 天龍訣           |
| 余安安／關正傑                 | 殘夢             |
| 關正傑                         | 雪中情           |
| 威鎮樂隊                       | 陽光空氣         |
| 李龍基／張國榮                 | 浣花洗劍錄       |
| 區瑞強                         | 漁火閃閃         |
| 區瑞強                         | 青蔥             |
| 陳美齡                         | 願君真愛不相欺   |
| 陳美齡                         | 雨中康乃馨       |
| 伍衛國                         | 大白鯊           |
| 吳香倫                         | 簾捲西風         |
| 李龍基                         | 怒劍鳴           |
| 陳秀雯                         | 湖海爭霸錄       |
| 薰妮                           | 霧裡玫瑰         |
| 鄭少秋                         | 冬戀             |
| 威鎮樂隊                       | 大控訴           |
| 林子祥                         | 蝶變             |
| 關正傑                         | 人在江湖         |
| 關正傑、雷安娜／關正傑、余安安 | 人在旅途灑淚時   |
| 曾路得                         | 驟雨中的陽光     |
| 葉振棠                         | 浮生六劫         |
| 葉振棠                         | 戲劇人生         |
| 葉振棠                         | 大內群英         |
| 張偉文                         | 大內群英續集     |
| 關正傑                         | 大地恩情         |
| 葉振棠                         | 太極張三豐       |
| 葉振棠                         | 遊俠張三豐       |
| 關正傑                         | 怎麼意思         |
| 葉振棠                         | 浴血太平山       |
| 葉振棠                         | 找不著藉口       |
| 劉志榮                         | 香江之歌         |
| 劉志榮                         | 再會太平山       |
| 葉振棠                         | 大俠霍元甲       |
| 關正傑、余安安                 | 人生漸美好       |
| 蔡楓華                         | 青春三重奏       |
| 蔡楓華                         | I.Q.成熟時       |
| 盧業瑂                         | 甜甜廿四味       |
| 杜麗莎                         | 珠海梟雄         |
| 林嘉寶                         | 出線             |
| 楊小菁                         | 烽火情仇         |
| 張德蘭                         | 情若無花不結果   |
| 柳影虹                         | 少女慈禧         |
| 陳美齡                         | 灕江曲           |
| 蔣麗萍                         | 這個圈子         |
| 蔣麗萍                         | 他在欺騙         |
| 蔣麗萍                         | 愛情跑道         |
| 徐小明                         | 大號是中華       |
| 徐小明                         | 再向虎山行       |
| 徐小明                         | 留步！喂！留步！ |
| 羅文                           | 長城謠           |
| 葉振棠                         | 這片葉給你       |
| 葉德嫻                         | 不捨也為愛       |
| 麥潔文                         | 唐吉訶德         |
| 麥潔文                         | 螳螂與我         |
| 麥潔文                         | 龍壁懷古         |
| 盧冠廷                         | 小鎮             |
| 鮑翠薇                         | 我衹有期待       |
| 鮑翠薇                         | 有一日忘掉我     |
| 鮑翠薇                         | 浮生三記         |
| 關正傑                         | 漁舟唱晚         |
| 關正傑                         | 香江歲月         |
| 甄妮                           | 夢想號黃包車     |
| 譚詠麟                         | 傲骨             |
| 譚詠麟                         | 愛是這樣甜       |
| 徐小明                         | 好小子           |
| 張南雁                         | 武則天           |
| 蔣麗萍                         | 我為你狂         |
| 徐小明                         | 木棉袈裟         |
| 羅嘉良、周影                   | 最痴一仗         |
| 羅嘉良                         | 秦始皇           |
| 張國榮、梅艷芳                 | 緣份             |
| 徐小鳳                         | 誰又欠了誰       |
| 王傑                           | 今生無悔         |

## 個人創作／其他出版品

### 創作
- 《人在旅途》（1984年，金陵出版社）
- 《我戀我哭》（1985年，華漢文化事業出版社）
- 《未午斜暉》（ISBN 9622550517，1987年，金陵出版社）
- 《歌詞的背後》（ISBN 9623190034，1988年，坤林出版社）
- 《話說填詞》（與黃志華合著；ISBN 9623190131，1989年，坤林出版社）
- 《歌詞的背後（增訂版）》（ISBN 9789620436185，2014年，三聯書店（香港）有限公司）

### 以他為題材的出版品
- 《沾沾字喜：盧國沾作品集》（雜錦音樂專輯，2008年，香港環球唱片）
- 《盧國沾詞評選》（黃志華編著；ISBN 9789620437458，2015年，三聯書店（香港）有限公司）
- 《香港詞人系列︰盧國沾》（黃志華著；ISBN 9789888420292，2016年，中華書局（香港）有限公司）

## 演出
- 1980年代：亞洲電視中文台《信不信由你（第二輯）》（與薰妮合作客串演出短篇話劇）[48]

## 獎項
- 1981年：十大中文金曲頒獎音樂會「最佳中文(流行)歌詞獎」－《找不著藉口》
- 2001年：香港作曲家及作詞家協會「CASH音樂成就大獎」
- 2002年：十大中文金曲頒獎音樂會「金曲銀禧榮譽大獎」
- 2015年：十大中文金曲頒獎音樂會「金針獎」
- 2015年：ATV歲月如歌大賞「ATV至尊作詞家」[49]
- 2018年：香港藝術發展獎（2017年度）「傑出藝術貢獻獎」[50]

## 相關節目
- 2016年：無綫電視《樂壇詞聖盧國沾》[7]
- 真音樂－盧國沾訪問 （页面存档备份，存于）

## 註腳
1. ↑  盧國沾祖父是清朝知縣狀元，曾打算跟梁啟超進行變法，但因放不下家庭，所以留下[9]。
2. 1 2 3 4  關於盧國沾出任創作主任、跳槽佳藝電視、加入廣告公司以及轉投麗的電視任宣傳總監的資料出自香港電台第二台廣播節目《守下留情》於2016年5月25日播出的訪問。
3. ↑  「無綫進行曲」先由盧國沾填詞，後由顧嘉煇譜曲。[46][47]

## 外部連結
- 盧國沾的Facebook專頁